# Zenzenzense
«Zenzenzense» (яп. 前前前世) — пісня японського рок-гурту RADWIMPS. Її створено як пісню до анімаційного фільму «Твоє ім'я», і вона вийшла в прокат до альбому саундтреків 25 липня 2016 року.

## Опис
Пісня була написана як вставка до фільму «Твоє ім'я» режисера Макото Сінкая. Сінкай давно є палким шанувальником RADWIMPS і хотів, щоб гурт відповідав за музичний супровід фільму з перших етапів виробництва. Фронтмен гурту Йоджіро Нода отримав перший варіант сценарію від Сінкая приблизно восени 2014 року, а через три-чотири місяці надіслав демо-трек, який включав прототипи пісень «Mae Mae Mae Sei» та «Sparkle».

## Версії

Твоє ім'я, регіони, де фільм вийшов у кінотеатрах

Існує три версії «Zenzenzense»: «версію з фільму», яка була створена для супроводу фільму; «оригінальна версія», до якої було додано та переаранжовано слова з оригінального альбому RADWIMPS; та «Zenzenzenze (англійська версія)», до якої було додано англійські слова для міжнародного релізу фільму. «Оригінальну версію» було переаранжовано та додано англійські тексти, коли фільм вийшов на екрани за кордоном. Спочатку планувалося, що у фільмі буде використано «версію з фільму», але Сінкай закохався в неї після того, як почув «оригінальну версію», і вона була поспіхом використана як пісня титрів у фільмі «Твоє ім'я». «Оригінальна версія» була рідкісним треком, який можна було почути лише у фільмі до виходу оригінального альбому RADWIMPS «Ningen Kaika» у листопаді. «Zenzenzense (англійська версія)» вийшла з нагоди рекордного успіху фільму в Північній Америці. Повністю пісню переклав англійською мовою фронтмен гурту Йоджіро Нода.

## Чарти та продажі

### Щотижневі чарти
| Чарт (2016—2017)                                    | Найвища позиція |
| --------------------------------------------------- | --------------- |
| Japan Hot 100 (Billboard Japan)                     | 1               |
| Japan Hot 100 (Billboard Japan) - Англійська версія | 20              |
| Japan Hot Animation (Billboard Japan)               | 1               |
| Japan Radio Songs (Billboard Japan)                 | 1               |
| Пвденна Корея (Gaon Music Chart)                    | 92              |
| World Digital Song Sales (Billboard)                | 9               |

### Чарти на кінець року
| Чарт (2016)                           | Найвища позиція |
| ------------------------------------- | --------------- |
| Japan Hot 100 (Billboard Japan)       | 2               |
| Japan Hot Animation (Billboard Japan) | 1               |
| Japan Radio Songs (Billboard Japan)   | 1               |

### Сертифікації
| Регіон                                       | Сертифікація | Продажі    |
| -------------------------------------------- | ------------ | ---------- |
| Японія (RIAJ) Digital single (movie ver.)    | Мільйонний   | 1 000 000* |
| Японія (RIAJ) Digital single (original ver.) | Золотий      | 100 000*   |
| Південна Корея (Gaon)                        | Н/Д          | 205,497    |
| *продажі, що базуються лише на сертифікаціях |              |            |

## Історія релізу
| Регіон | Дата          | Формат               | Лейбл       |
| ------ | ------------- | -------------------- | ----------- |
| Японія | 5 липня 2016  | Дебют на радіо       | EMI Records |
| Японія | 25 липня 2016 | цифрове завантаження | EMI Records |